# Football Club Alliance Aischdall Hobscheid-Eischen
Le FC Alliance Aischdall Hobscheid-Eischen est un club luxembourgeois de football basé à Hobscheid.
Le club évolue lors de la saison 2024-2025 en 1.Division, le troisième échelon du football luxembourgeois.